# Къртицови
Къртицовите (Talpidae) са семейство дребни бозайници от разред Земеровкоподобни. То включва къртиците, които водят в различна степен подземен начин на живот, и мускусните плъхове, които живеят във водата. Разпространени са в Евразия и Северна Америка. В България се срещат два вида - европейска къртица (Talpa europaea) и средиземноморска къртица (Talpa levantis).

## Класификация
Семейство Къртицови
- Подсемейство Scalopinae
  - Триб Condylurini
    - Род Condylura – Звездоноси къртици

  - Триб Scalopini
    - Род Parascalops
    - Род Scalopus
    - Род Scapanulus
    - Род Scapanus
- Подсемейство Talpinae
  - Триб Desmanini
    - Род Desmana
    - Род Galemys

  - Триб Neurotrichini
    - Род Neurotrichus

  - Триб Scaptonychini
    - Род Scaptonyx

  - Триб Talpini
    - Род Euroscaptor
    - Род Mogera
    - Род Parascaptor
    - Род Scaptochirus
    - Род Talpa – Къртици

  - Триб Urotrichini
    - Род Dymecodon
    - Род Urotrichus
- Подсемейство Uropsilinae
  - Род Uropsilus

## Физически характеристики
Къртицовите са дребни животни с тъмна козина, цилиндрично тяло и удължена муцуна. Размерът им варира от дължина 2,4 cm и маса 12 g при някои земеровкови къртици до дължина 22 cm и маса 550 g при мускусните плъхове. Мускусните плъхове имат водоустойчив пласт козина и омаслени външни защитни косми, докато при подземните къртици козината е къса и мека. При тях предните крайници са добре приспособени за копаене, имат здрави нокти, а дланите са постоянно обърнати навън, за да изтласкват пръстта пред тялото настрани. За разлика от тях, мускусните плъхове имат плавателни ципи на лапите, което им помага при плуването. Къртиците обикновено имат къси опашки, а при мускусните плъхове те са удължени и плоски.
Всички видове къртицови имат малки очи и слабо зрение, но само няколко са наистина слепи. Те разчитат главно на своето осезание и имат вибриси по лицето, краката и опашката си. Особено чувствителна е гъвкавата муцуна. Мускусните плъхове могат да затварят ноздрите и ушите си по време на плуване. Къртицовите нямат скротум, а пенисът им е обърнат назад.

## Начин на живот
Мускусните плъхове са активни главно през нощта, а къртиците през цялото денонощие, макар че обикновено излизат над земята само по тъмно. Повечето къртици изкопават постоянни тунели и се хранят главно с плячката, попаднала в тях, но земеровковите къртици търсят храна и на повърхността. Мускусните плъхове също копаят тунели за жилища, но търсят храната си в реки или езера.
Къртицовите обикновено живеят поединично, като само при някои видове в едно жилище живеят повече от един екземпляр. Те са териториални животни и защитават участъка си.
Къртицовите се хранят главно с насекоми. Къртиците ядат земни червеи, ларви на насекоми, а понякога и охлюви, а мускусните плъхове - водни безгръбначни, като скариди, ларви на насекоми и охлюви.